# PSTricks
PSTricks は、PostScript で描いた図形を直接 TeX や LaTeX のコード内に取り込むためのマクロ群である。Timothy Van Zandt が開発し、最近では Denis Girou、Sebastian Rahtz、Herbert Voss が保守している。

## 使用例

PSTricksの実行例

PSTricks にはグラフィックスを作るための各種コマンドが用意されている。以下の例のように、PSTricks における座標は常に丸括弧で囲まれて書かれている。
```
\begin{pspicture}(0,0)(6,6)
 %\psgrid[gridcolor=lightgray,gridlabels=0pt]
  \psline[linecolor=red](1,1)(5,1)(1,4)(1,1)
  \pscurve[linecolor=green,linewidth=2pt,%
    showpoints=true](5,5)(3,2)(4,4)(2,3)
  \pscircle[linecolor=blue,linestyle=dashed](3,2.5){1}
\end{pspicture}
```

## 拡張
PSTricks のコマンド群は低レベルであるため、数学関係の組版で使うような各種グラフィックスを簡単に描けるよう、様々な LaTeX パッケージが作られている。
pst-plot は、関数のグラフを描くコマンドを用意している。使用例を以下に示す。
```
\begin{pspicture*}(-7.5,-3)(7.5,3)
  \psaxes[labels=none](0,0)(-7,-2)(7,2)
  \psplot[linecolor=blue, linewidth=1.5pt]%
    {-7}{7}{x 0.01745329252 div sin}
  \uput[45](3.1415926,0){$\pi$}
  \uput[90](-1.570796,0){$-\pi/2$}
  \uput[-90](1.570796,0){$\pi/2$}
  \uput[-135](-3.1415926,0){$-\pi$}
  \psline[linewidth=1pt,linecolor=red,linestyle=dotted]%
    (1.57079632,1)(1.57079632,0) 
  \psline[linewidth=1pt,linecolor=red,linestyle=dotted]%
    (-1.57079632,-1)(-1.57079632,0) 
\end{pspicture*}
```

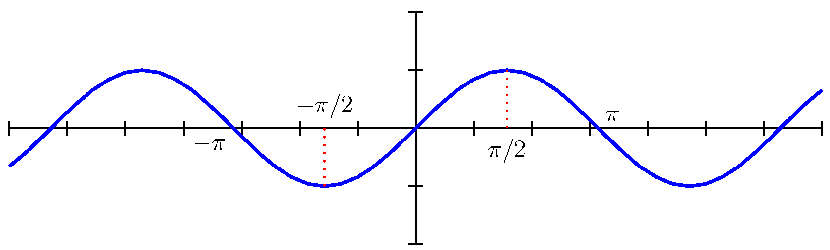
pst-plot で描いた sin(x)

この例で示されているように、TeX のコマンドを図の要素として利用できる。また、PostScript は数学的操作を逆ポーランド記法で行うため、pst-plot に渡す引数はそのような順序で渡す必要がある。
pstricks-add は、pst-plot を極座標系のグラフに使えるようにするもので、同時に逆ポーランド記法でない一般的な引数指定を可能とする。
pst-math は、三角関数での角度の単位をラジアンで指定可能にするとともに（PostScript のデフォルトは度である）、双曲線関数を利用可能としている。
pst-plot3d は、3次元グラフィックスを以下のように作成できる。

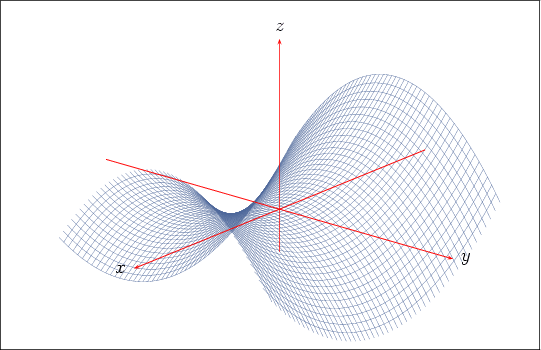
PSTricks のパッケージ pst-plot3d で描いた双曲放物面

multido は、基本的なループ機能を提供するもので、パラメータを変化させてグラフを重ねて描くような場合に有効である。

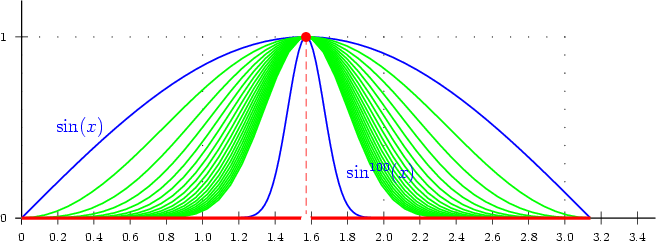
multido で様々にパラメータを変えて描いたグラフ

pst-eucl は、幾何学図形を容易に描けるようにする拡張である。

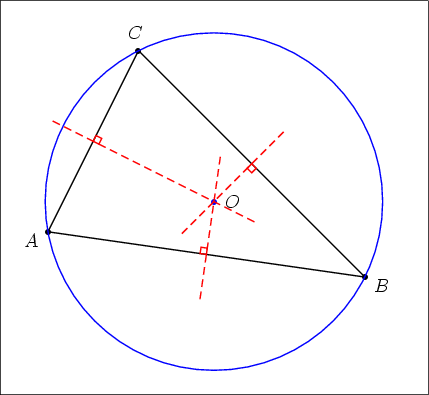
pst-eucl で描いた三角形の外接円

他にも、回路図を描くための拡張、グラフのための拡張、木構造のための拡張、データの視覚化のための拡張などがある。